# Folkušová
Folkušová (em húngaro: Folkusfalva) é um município da Eslováquia, situado no distrito de Martin, na região de Žilina. Tem 6,01 km² de área e sua população em 2018 foi estimada em 145 habitantes.

## Demografia
| Ano:        | 1994 | 2004   | 2014   | 2024    |
| ----------- | ---- | ------ | ------ | ------- |
| Broj ljudi: | 130  | 128    | 137    | 158     |
| Razlika:    |      | -1,53% | +7,03% | +15,32% |

| Ano:               | 2023 | 2024   |
| ------------------ | ---- | ------ |
| Número de pessoas: | 157  | 158    |
| Diferença:         |      | +0,63% |